# 霍恩比 (紐約州)
霍恩比（英語：Hornby）是一個位於美國紐約州斯托本縣的鎮。

## 人口
根據2020年美國人口普查的數據，霍恩比的面積為105.90平方千米，當中陸地面積為105.80平方千米，而水域面積為0.10平方千米。當地共有人口1682人，而人口密度為每平方千米16人。